# Высокие надежды
«Высо́кие наде́жды» (англ. High Hopes) — социальная драма режиссёра Майка Ли, вышедшая на экраны в 1988 году. Лента получила приз ФИПРЕССИ на Венецианском кинофестивале и другие награды.

## Сюжет
Действие фильма происходит в Лондоне, во времена правления Маргарет Тэтчер. Главные герои Сирил и Ширли малоимущие хиппи живущие в заброшенном доме. Сирил работает курьером на своём мотоцикле. В прошлом ему были близки идеи социализма, но ныне он в них начинает сомневаться. Ширли работает в компании по озеленению. Она влюблена в Сирила и мечтает завести от него ребёнка, но тот отказывается. Мать Сирила страдает потерей памяти, живя одна в собственном доме по соседству с парой яппи. Его сестра, нувориш Валери, хочет провести 70-й день рождения их матери. Столкновение интересов и идей разных людей, соседей и знакомых главных героев, представляющих различные социальные классы, составляет основную сюжетную линию картины.

## В ролях
- Фил Дэвис — Сирил Бендер
- Рут Шин — Ширли
- Эдна Доре — миссис Бендер
- Филип Джексон — Мартин Бурк
- Хизер Тобиас — Валери Бурк
- Лесли Мэнвилл — Летиция Бут-Брейн
- Дэвид Бэмбер — Руперт Бут-Брейн
- Джейсон Уоткинс — Уэйн
- Джудит Скотт — Сьюзи

## Награды и номинации
- 1988 — приз ФИПРЕССИ на Венецианском кинофестивале.
- 1989 — три премии Европейской киноакадемии: лучшая актриса (Рут Шин), лучшая актриса второго плана (Эдна Доре), лучшая музыка (Эндрю Диксон). Кроме того, картина была номинирована в категории «лучший фильм» (Саймон Ченнинг Уильямс, Виктор Глинн).
- 1990 — номинация на премию «Независимый дух» за лучший зарубежный фильм.